# المقاتل النهائي: البرازيل 4
المقاتل النهائي: البرازيل 4 (بالإنجليزية: The Ultimate Fighter: Brazil 4) هو أحد أجزاء سلسلة تلفزيون الواقع المقاتل النهائي التي أنتجته يو إف سي.